# Burgstall Heimenegg
Der Burgstall Heimenegg befindet sich auf dem Schlossberg südöstlich von Heimenegg, einem Ortsteil der Gemeinde Mindelheim im Landkreis Unterallgäu (Bayern) und ist ein eingetragenes Bodendenkmal. Auf einem nach Norden gerichteten Geländesporn ist ein künstlich überhöhter Spitzkegel mit Ringgraben und Ringwall vorhanden. Vorgelagert in nördlicher Richtung davon, auf einem tieferen, abfallenden Plateau befand sich die ehemalige Vorburg. Eine rechteckige Fläche erstreckt sich östlich am Fuß des Hügels. Auf dieser von Wall und Graben umgebenen Fläche lag vermutlich ehemals der Wirtschaftshof der Burg.
Erstmals wird die Burg 1256 in Zusammenhang mit einem Chunrat de Haimenecke, ein Dienstmann der Mindelberger, erwähnt. Später ist die Burg Sitz des Dietrich von Dachsberg zu Heimenegk, 1387 wird diese von Herzog Friedrich von Teck übernommen. Die letzte Erwähnung der Burg findet sich 1464 in Zusammenhang mit einer Auseinandersetzung der Rechberger Jörg und Bero.